# Frontera entre Bulgaria y Serbia
La frontera entre Bulgaria y Serbia es la frontera internacional entre Bulgaria, sido miembro de la Unión Europea e integrado en el espacio Schengen, y Serbia.

## Trazado
El trazado empieza al norte, al trifinio entre Serbia, Rumania y Bulgaria, en la desembocadura del río Timok en el Danubio. La frontera se extiende hacia el sur siguiendo la dirección del río Timok hacia Bregovo (Bul.), después sigue hacia el este del río, llega al cuello de Vraška Cuka, en dirección sudeste y recorre la Cordillera de los Balcanes occidentales (llanuras de Nikolska, Čiprovska y Berkovska). Desde la altura del Srebrna Glava (1933 m) continúa en dirección suroeste, al oeste de Staninci, Kalotina, cruza el río Nišava y llega hasta el río Jerma  en la ciudad de Bankya. A continuación llega al pico Ruj (1706 m), toma la dirección del sur, atraviesa las montañas Milevska Planina (Milevec 1.733 m), sin pasar por la ciudad serbia de Bosilegrad, cruza el río Dragovištica (al oeste de la localidad de Dolno Ujno) y entra en contacto con el trifinio entre Serbia, Macedonia del Norte y Bulgaria.

## Historia

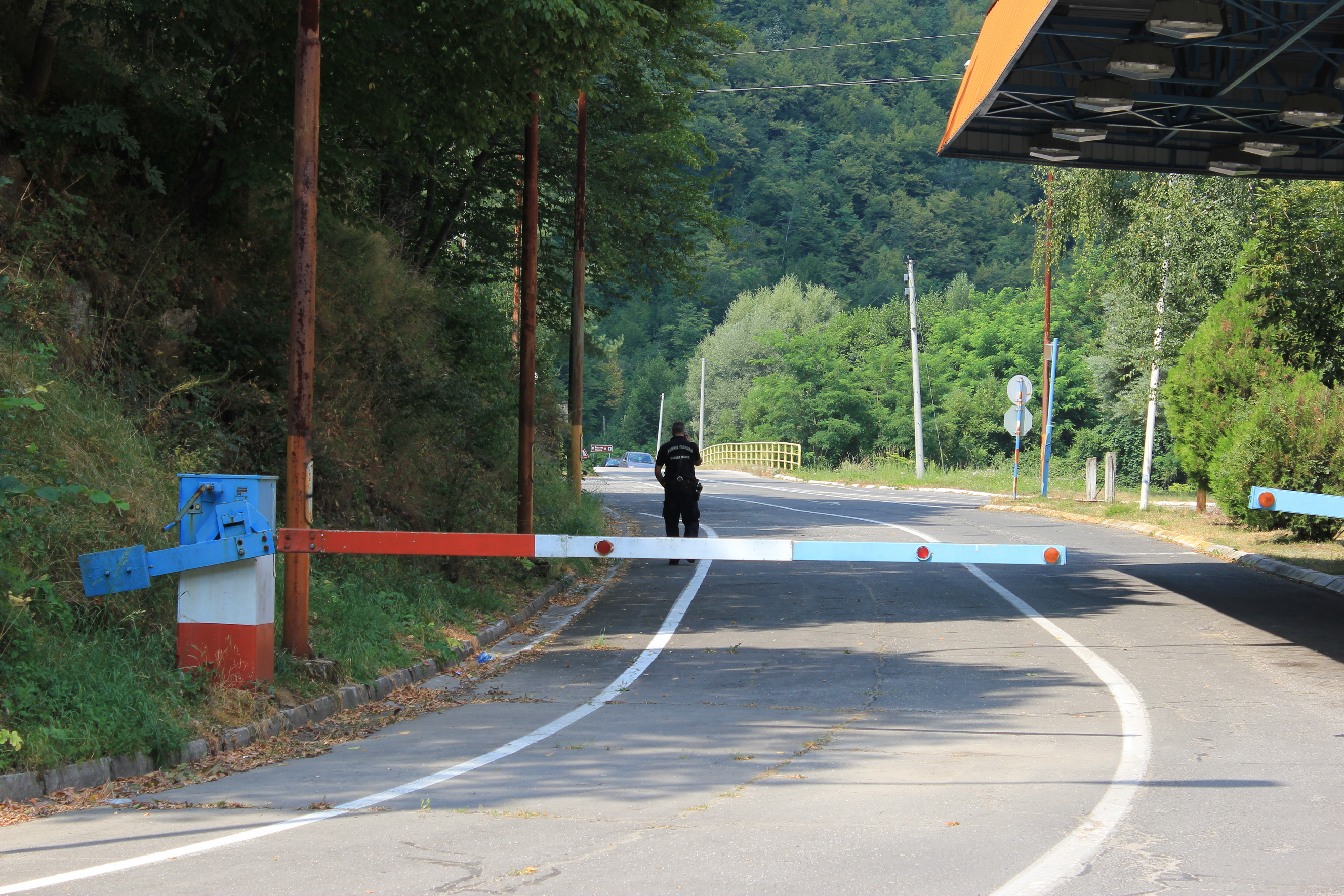
Paso fronterizo en Bosilegrad.

La primera frontera búlgara-serbia se estableció después del tratado de Berlín de 1878 por el cual el Imperio otomano reconoció la independencia del Reino de Serbia y del Reino de Bulgaria. Después la segunda suerra balcánica y el tratado de Bucarest de 1913 se confirmó un nuevo trazado fronterizo entre ambos reinos. En 1919 el reino de Serbia fue sustituido por el Reino de Yugoslavia, que integraba la actual Macedonia del Norte. En 1947 el reino yugoslavo fue sustituido por la República Federativa Socialista de Yugoslavia. Con la disolución de Yugoslavia en 1991 y de la federación de Serbia y Montenegro en 2006 actualmente esta frontera solo lo es entre Bulgaria y Serbia. Además, dado que Bulgaria es miembro de la Unión Europea desde 2004, esta también es una de las fronteras externas de la Unión Europea.